# NFA Women’s Super Cup
Der NFA Women’s Super Cup war zwischen 2017 und 2021 der Fußball-Pokalwettbewerb für namibische Vereinsmannschaften im Frauenfußball. Er war ehemals auch nur als NFA Women Cup bekannt. Der Wettbewerb wurde von der Namibia Football Association (NFA) organisiert.
Spielberechtigt waren in der Vergangenheit verschiedene Vereine, meist aber ausschließlich die der Namibia Women’s Super League (höchste Liga) und wenige Gastmannschaften.
Seit 2024 wird der Frauenfußballpokalwettbewerb im Rahmen des NFA-Cup ausgetragen.

## Finalübersicht
| Jahr | Datum            | Austragungsort                 | Sieger            | Ergebnis  | Finalist          |
| ---- | ---------------- | ------------------------------ | ----------------- | --------- | ----------------- |
| 2017 | 3. Dezember 2017 | Legare-Stadion, Gobabis        | Khomas Nampol     | 2:1 (1:1) | Tura Magic Ladies |
| 2021 | 27. Februar 2021 | NFA Technical Centre, Windhoek | Tura Magic Ladies | 1:0       | Galz & Goals FC   |